# Alció del paradís capnegre
L'alció del paradís capnegre (Tanysiptera nigriceps) és una espècie d'ocell de la família dels alcedínids (Alcedinidae) que sovint és considerat una subespècie de Tanysiptera sylvia. Habita els boscos de l'arxipèlag de Bismarck.